# Scissors (film)
Pour le CDP texan, voir Scissors.
Pour plus de détails, voir Fiche technique et Distribution.
Scissors est un film d’horreur américain réalisé par Frank De Felitta, sorti en 1991.

## Synopsis
Une femme victime d'une agression sexuelle se retrouve bloquée dans son appartement et commence à perdre le sens de la réalité.

## Fiche technique
- Titre : Scissors
- Réalisation : Frank De Felitta
- Scénario : Joyce Selznick et Frank De Felitta
- Musique : Alfi Kabiljo
- Photographie : Anthony B. Richmond
- Montage : John F. Schreyer
- Production : Don Levin, Mel Pearl et Hal W. Polaire
- Société de production : DDM Film Corporation
- Pays :  États-Unis
- Genre : Horreur et thriller
- Durée : 105 minutes
- Dates de sortie : 
  -  États-Unis : 22 mars 1991

## Distribution
- Sharon Stone : Angela Anderson
- Steve Railsback : Alex Morgan / Cole Morgan
- Ronny Cox : Dr. Stephan Carter
- Michelle Phillips : Ann Carter
- Vicki Frederick : Nancy Leahy
- Larry Moss : Mr. Kramer
- Austin Kelly : Folger
- Will Leskin : Billy
- Ed Crick : Frank Brady

## Distinctions
Le film a reçu la note de 2/5 sur AllMovie